# 25.ª Divisão de Infantaria (Alemanha)
A 25ª Divisão de Infantaria (em alemão:25. Infanterie Division) foi uma divisão da Alemanha na Segunda Guerra Mundial. Foi modificado para uma divisão motorizada no dia 15 de novembro de 1940. Foi renomeada para 25. Panzergrenadier-Division no mês de julho de 1943.

## Comandantes
| Comandante                                | Data                                             |
| 25ª Divisão de Infantaria                 | 25ª Divisão de Infantaria                        |
| ----------------------------------------- | ------------------------------------------------ |
| General Hubert Schaller-Kalide            | (1 de Abril de 1936 - 6 de Outubro de 1936)      |
| General der Artillerie Christian Hansen   | (6 de Outubro de 1936 - 15 de Outubro de 1939)   |
| General der Infanterie Erich Clößner      | (15 de Outubro de 1939 - 15 de Novembro de 1940) |
| 25ª Divisão de Infantaria Motorizada      |                                                  |
| General der Infanterie Heinrich Clößner   | 15 de novembro de 1940 - 15 de janeiro de 1942   |
| General der Panzertruppen Sigfrid Henrici | 15 de janeiro de 1942 - 4 de fevereiro de 1942   |
| General der Infanterie Anton Graßer       | 4 de fevereiro de 1942 - 23 de julho de 1943     |
| 25. Panzergrenadier-Division              |                                                  |
| General der Infanterie Anton Graßer       | 23 de junho de 1943 - 5 de novembro de 1943      |
| Generalleutnant Dr. Fritz Benicke         | 5 de novembro de 1943 - 4 de março de 1944       |
| Generalleutnant Paul Schürmann            | 4 de março de 1944 - ? de julho de 1944          |
| Generalleutnant Paul Schürmann            | ? de outubro de 1944 - 10 de fevereiro de 1945   |
| Generalleutnant Arnold Burmeister         | 10 de fevereiro de 1945 - 8 de maio de 1945      |

## Campanhas
| Polônia                        | setembro de 1939 - maio de 1940    |
| França                         | maio de 1940 - novembro de 1940    |
| Alemanha                       | novembro de 1940 — de maio de 1941 |
| Frente Oriental, setor sul     | junho de — de setembro de 1941     |
| Frente Oriental, setor central | outubro de 1941 — de julho de 1943 |
| Frente Oriental, setor central | junho de 1943 - julho de 1944      |
| França                         | outubro de 1944 - janeiro de 1945  |
| Alemanha                       | janeiro de 1945 - maio de 1945     |

## História
A divisão foi formada em Ludwigslust no dia 1 de abril de 1936.
Em 15 de novembro de 1940 foi redesignada como 25ª Divisão de Infantaria Motorizada. Conversão concluída 15 de março de 1941.

## Organização
- Infanterie-Regiment 13 (1)
- Infanterie-Regiment 35
- Infanterie-Regiment 119
- Aufklärungs-Abteilung 25
- Artillerie-Regiment 25
- I. Abteilung
- II. Abteilung
- III. Abteilung
- I./Artillerie-Regiment 61 (2)
- Beobachtungs-Abteilung 25 (3)
- Pionier-Bataillon 25
- Panzerabwehr-Abteilung 25
- Nachrichten-Abteilung 25
- Feldersatz-Bataillon 25
- Versorgungseinheiten 25

### Organização Geral
- Infanterie-Regiment 13
- Infanterie-Regiment 35
- Infanterie-Regiment 119
- Artillerie-Regiment 25
- I./Artillerie-Regiment 61
- Aufklärungs-Abteilung 25
- Panzerjäger-Abteilung 25
- Pionier-Bataillon 25
- Nachrichten-Abteiliung 25
- Sanitäts-Abteilung 25
- Feldersatz-Bataillon 25

mais tarde acrescentou:
- Heeres-Flakartillerie-Abteilung 292
- Kradschützen-Bataillon 25.